# Plateau central de Russie
Le plateau central de Russie, ou plateau de Russie centrale, ou plateau central russe ou encore hauteurs de la Russie centrale, en russe : Среднерусская возвышенность, Srednerousskaïa vozvychennost, en ukrainien : Середньоруська височина, est un ensemble de collines et de plateaux de la Russie européenne d'une altitude moyenne de 230 à 250 m (point culminant 293 m). Il se situe entre Moscou et l'Ukraine, entre le bassin de Moscou à l'est, les collines de Valdaï au nord, le bassin du Dniepr à l'ouest et celui de la Donets au sud-ouest.
La région sud-est regroupe les collines de Kalatch. La région centrale est formée des dépôts précambriens du massif cristallin de Voronej.

## Situation
Ce plateau du Sud de la Russie européenne et du Nord-Est de l’Ukraine s'étend sur près de 480 000 km2 de la vallée de l'Oka au bassin du Donets. Il traverse plusieurs régions d’Ukraine ainsi que la partie européenne de la Russie. Il est cerné au nord et au nord-ouest par la vallée de l’Oka et une ligne droite conventionnelle reliant Kalouga à Riazan. Au sud-est, en allant vers la vallée du Donets, le plateau s'affaisse pour former la plaine du Donets. À l'est, il est bordé par la plaine d'Oka-Kama et à l'ouest par les basses terres du Dniepr (de). L'essentiel du massif se trouve sur le territoire de la Russie, qui lui a donné son nom.

## Tectonique

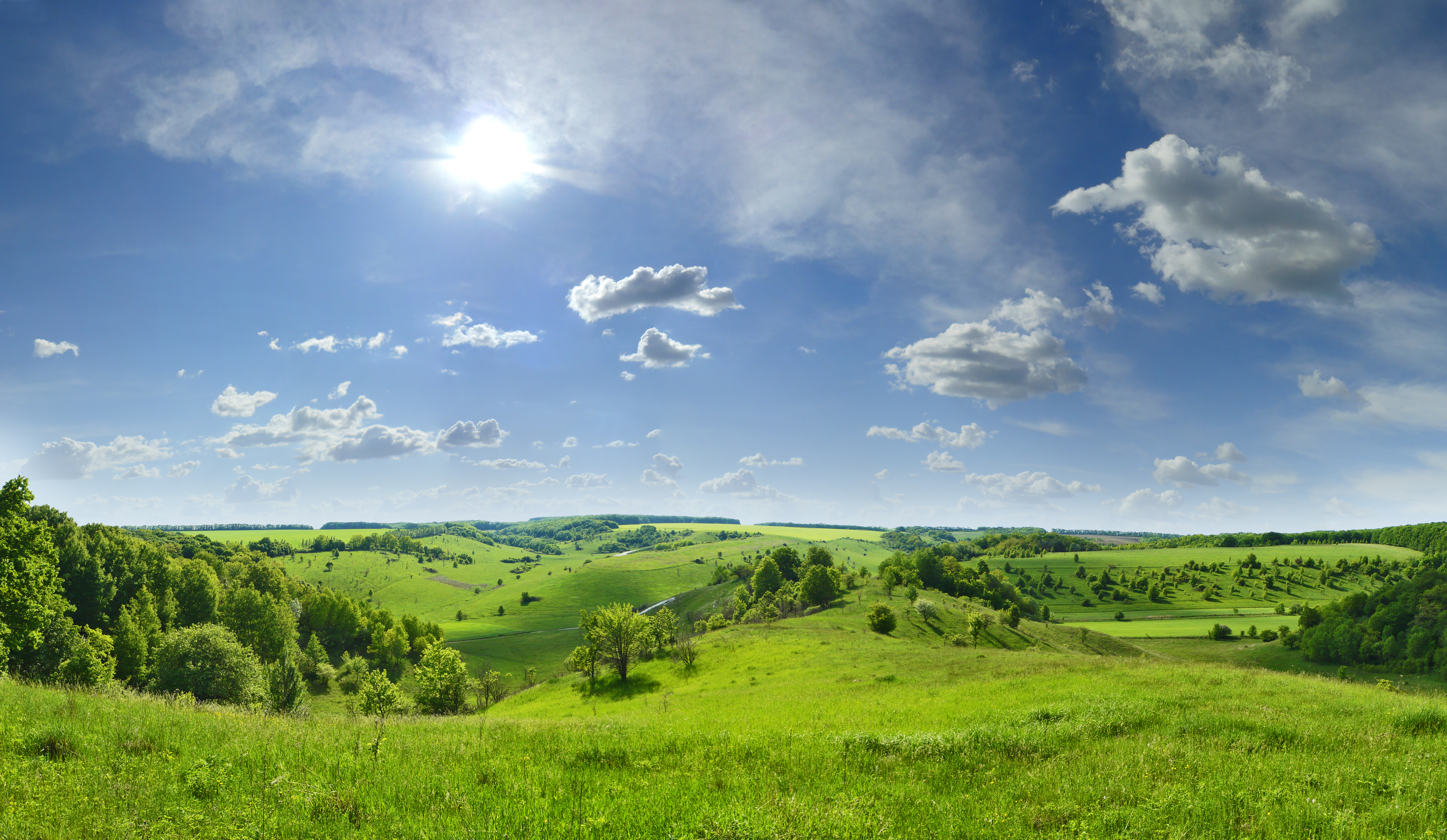
Val de Kamenny Log, dans la région de Belgorod.

Le massif de Voronej fait partie du craton d’Europe orientale et s'abaisse au sud-ouest vers la dépression Dniepr-Donets qui, parallèlement à la dépression de Polésie, forme l’aulacogène Prypiat-Dniepr-Donets. Presque tout le massif de Voronej est recouvert de fines couches de dépôts sédimentaires du Dévonien, du Jurassique, du Crétacé et du Paléogène. Au sud-est, le long de la vallée du Don, entre Bogoutchar et Pavlovsk (villes de l'oblast de Voronej) le socle cristallin affleure. Le long des flancs du plateau, les dépôts précambriens plongent en profondeur sous les couches sédimentaires. La zone nord-ouest du plateau était recouverte d'un glacier au cours de la glaciation du Dniepr. Aujourd'hui, tout le plateau est recouvert de lœss et de limons à lœss.